# Internationaal Monument voor de Slachtoffers van het Fascisme

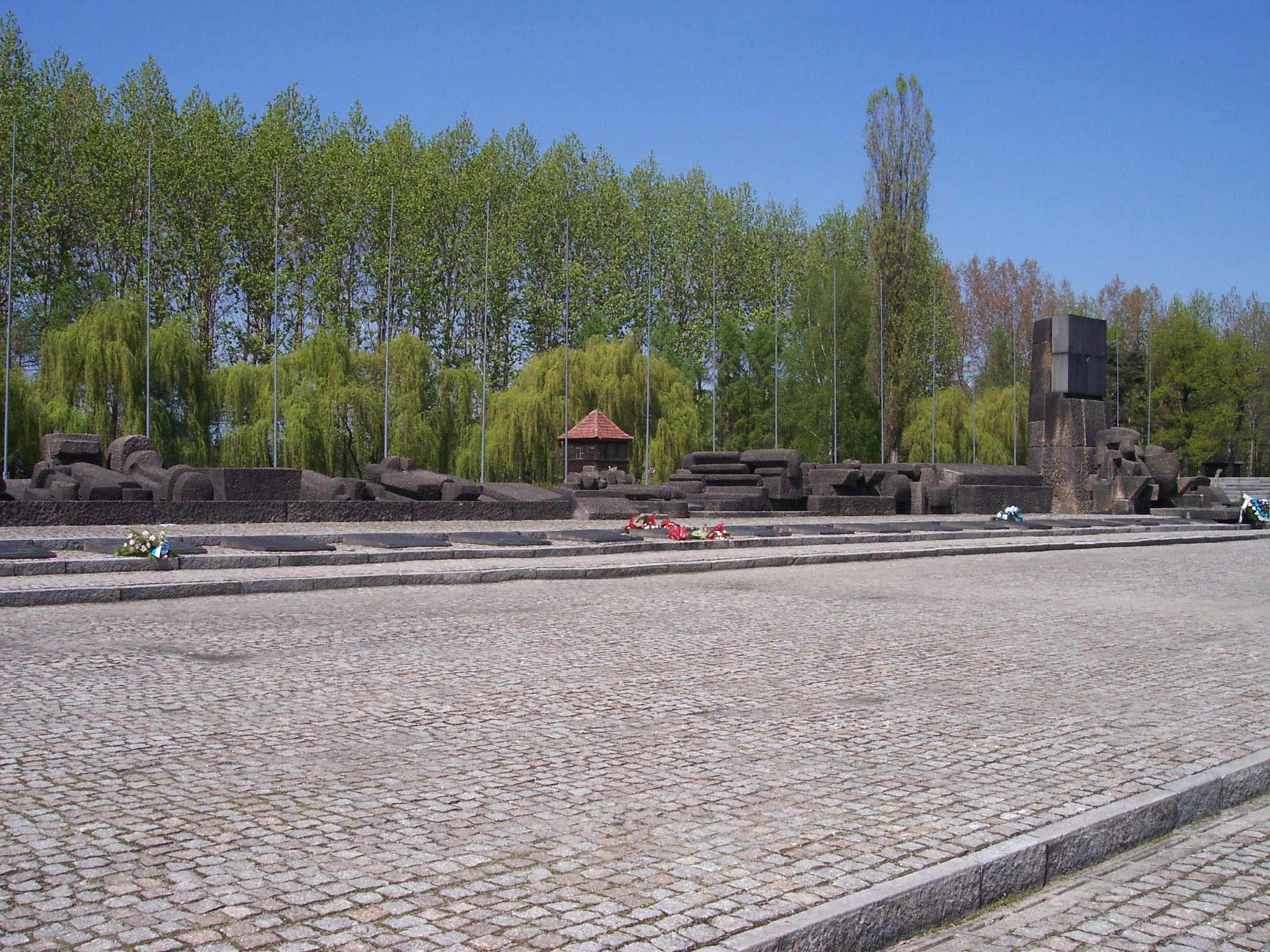
Plein met gedenkstenen

Het Internationaal Monument voor de Slachtoffers van het Fascisme is een in 1967 opgericht monument op het terrein van het voormalige concentratiekamp Auschwitz-Birkenau in Polen. Het monument bevindt zich tussen de ruïnes van de voormalige gaskamers crematorium II en crematorium III. Het ligt in het verlengde van het selectieperron en tegenover het poortgebouw. Voor het monument bevinden zich gedenkstenen in verschillende talen en een breed plein. Hierop vinden herdenkingen en staatsbezoeken plaats.
Het monument omvat een hoge stenen plaat dat een wachttoren suggereert. Hierop bevinden zich vier marmeren platen die een in het kamp gebruikt driehoekteken omhullen. Aan de linkerzijde en ervoor zijn verticale en horizontale gesteenten als cyclopische muren geplaatst. Ervoor bevinden zich drie kubistische antropomorfe figuren, dat een gezin lijkt uit te beelden. Links bevinden zich gesteenten gelijkend op sarcofagen.

## Geschiedenis

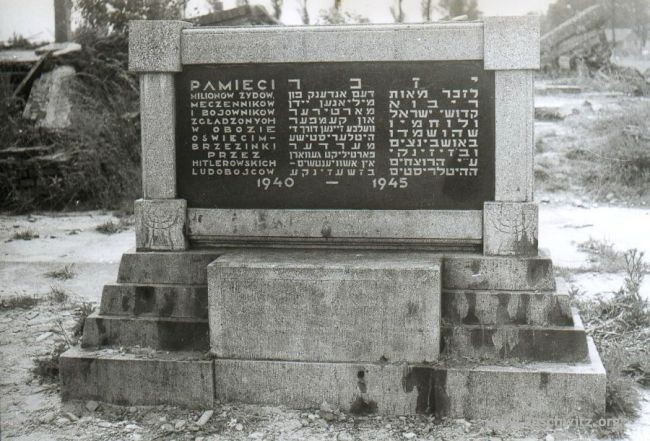
Stone of Martyrdom in Auschwitz, 1948

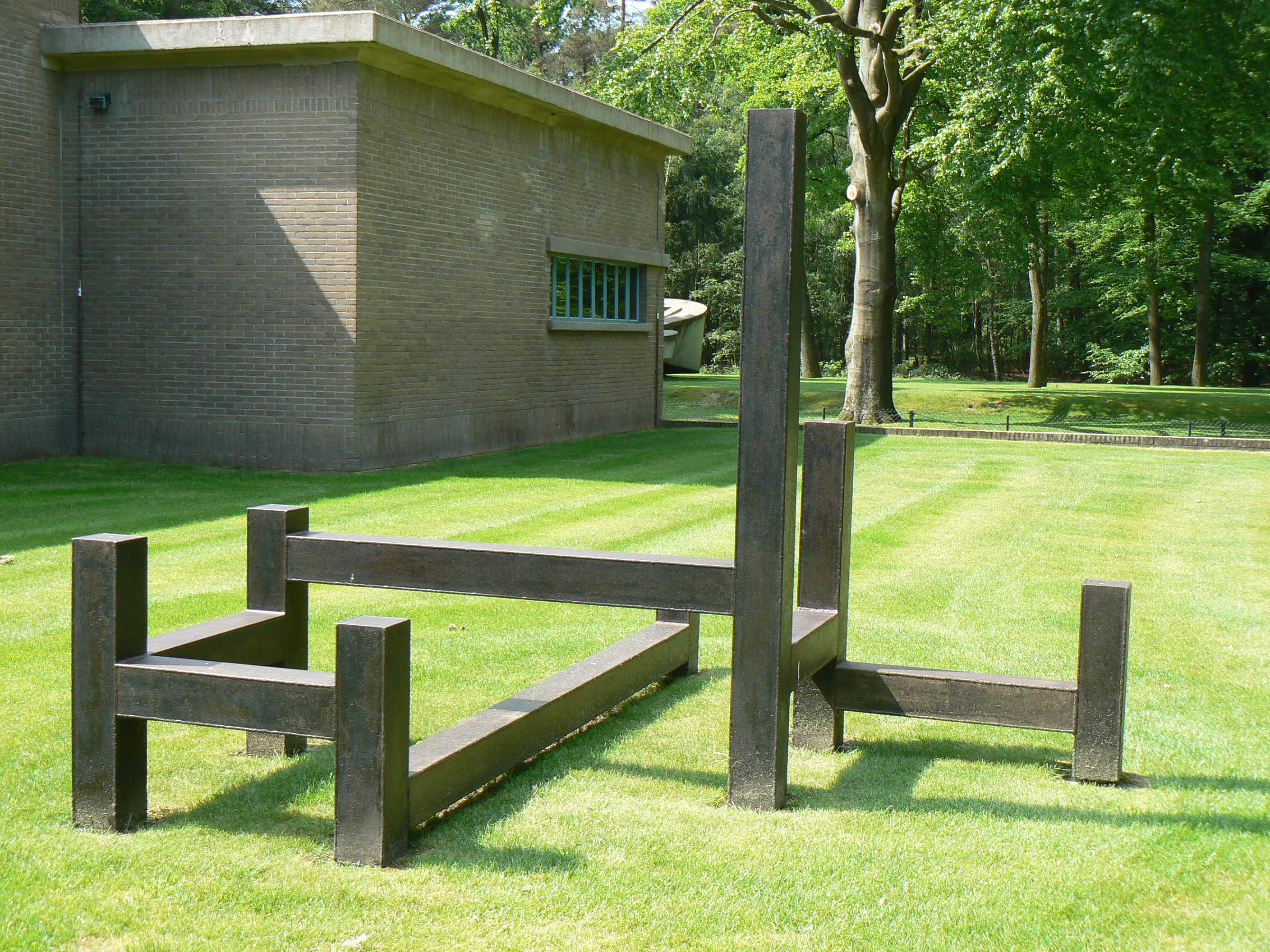
Beeld Grote Auschwitz van Carel Visser, 1967

Voor deze plek hebben zijn verschillende geplande en uitgevoerde monumenten ontworpen. Bij de oprichting van het Staatsmuseum Auschwitz-Birkenau in 1947 werd aanvankelijk gedacht aan een mausoleum op de ruïne van crematorium III. Hierbij zou de gaskamer en omkleedruimte gereconstrueerd worden en voorzien worden van alle namen van de omgekomenen. Ook de schoorsteen zou herbouwd worden voorzien van een eeuwig vlam. Onder meer door geldgebrek kon geen groot monument worden uitgevoerd.
In 1948 was een gedenksteen genaamd Stone of Martyrdom geplaatst, in het noordelijke kampdeel van crematorium II, gefinancierd door het Joods Comite. De inscriptie in het Hebreeuws en Pools luidde: 'Ter herinnering aan de miljoenen Joodse martelaren die vermoord zijn in Auschwitz-Birkenau door Hitlers rassenmoordernaars, 1940-1945.'
In 1950 werd een eerste steen gelegd voor een monument Fallen of Auschwitz. De invulling van het monument stond nog niet vast. De Mexicaanse kunstenaar David Alfaro Siqueiros werd overwogen maar ging vanwege verdachtmakingen niet door. De communistische regering besloot daarop een competitie te houden voor de invulling.
In 1955 werd een drie meter hoog Urnmonument opgericht op de huidige plek met een verhoogde bestrating van 60 bij 30 meter. Deze plek geeft zicht op het toegangsgebouw, de rails met selectieperron en de twee gaskamers en bundelt daarmee de verschillende aspecten van het vernietigingsproces.
De constructie was niet duurzaam en op 2 juni 1956 startte het Internationaal Auschwitz Comité een internationale Auschwitz Memorial Competition onder voorzitterschap van Henry Moore. Hieraan deden 685 kunstenaars uit 36 landen mee waaraan onder meer Carel Visser en Joseph Beuys. Zes genomineerden werden bekendgemaakt in het hoofdkwartier van UNESCO in Parijs in 1958. Uiteindelijk won de Poolse architect Oskar Hansen de competitie in 1961. Zijn conceptuele werk, getiteld The Road, een 60 meter brede en 1000 meter lange weg die diagonaal het kamp zou doorsnijden waarbij het kamp aan de elementen overgelaten zou worden, werd echter niet uitgevoerd omdat voor slachtoffers geen plaats voor herdenking bood.
Enkele ontwerpers van de winnende teams werkten vervolgens aan een gezamenlijk monument onder leiding van Pietro Cascella. De officiële onthulling van het monument vond plaats op 16 april 1967. Hierbij waren 200.000 personen aanwezig.